# Serhij Borysenko (piłkarz)
Serhij Mykołajowycz Borysenko (ukr. Сергій Миколайович Борисенко; ur. 17 kwietnia 1974) – ukraiński piłkarz, grający na pozycji napastnika.

## Kariera piłkarska

### Kariera klubowa
W 1994 rozpoczął karierę piłkarską w Dniprze Czerkasy, skąd w następnym roku przeszedł do klubu Zirka-NIBAS Kirowohrad. Na początku 1997 przeniósł się do CSKA Kijów, a latem wyjechał do Słowacji, gdzie bronił barw Slovana Bratysława. W 2000 został piłkarzem rosyjskiego klubu Ałanija Władykaukaz. Wiosną 2001 grał w Tawrii Symferopol. A na początku 2002 przeniósł się do Prykarpattia Iwano-Frankowsk, który potem zmienił nazwę na Spartak. W rundzie wiosennej sezonu 2002/03 rozegrał jeden mecz w farm klubie Enerhetyk Bursztyn, a w sezonie 2002/03 został wypożyczony do Krywbasa Krzywy Róg. W maju 2005 Spartak zrezygnował z usług piłkarza przez jego nadwagę. Wtedy piłkarz przeszedł do drugoligowego zespołu Fakeł Iwano-Frankowsk, w którym w 2006 zakończył karierę piłkarską.

### Kariera reprezentacyjna
W 1994 rozegrał jeden mecz w młodzieżowej reprezentacji Ukrainy.

## Sukcesy i odznaczenia

### Sukcesy klubowe
- wicemistrz Drugiej lihi Ukrainy: 2006, 2007

### Sukcesy indywidualne
- 9. miejsce w klasyfikacji strzelców Mistrzostw Ukrainy: 1995/1996